# Patagioenas
Patagioenas Reichenbach, 1853 è un genere di uccelli appartenenti alla famiglia dei Columbidi, originario del continente americano.

## Tassonomia
Al genere sono ascritte 17 specie precedentemente classificate nel genere Columba
:
- Patagioenas leucocephala  (Linnaeus, 1758) - piccione capobianco;
- Patagioenas squamosa  (Bonnaterre, 1792) - piccione nucasquamata;
- Patagioenas speciosa  (J. F. Gmelin, 1789) - piccione squamato;
- Patagioenas picazuro  (Temminck, 1813) - piccione picazuro;
- Patagioenas corensis  (Jacquin, 1784) - piccione occhinudi;
- Patagioenas maculosa  (Temminck, 1813) - piccione alimacchiate;
- Patagioenas fasciata  (Say, 1822) - piccione codafasciata;
- Patagioenas araucana  (R. Lesson & Garnot, 1827) - piccione del Cile;
- Patagioenas caribaea  (Jacquin, 1784) - piccione codabarrata;
- Patagioenas cayennensis  (Bonnaterre, 1792) - piccione culchiaro;
- Patagioenas flavirostris  (Wagler, 1831) - piccione beccorosso;
- Patagioenas oenops  (Salvin, 1895) - piccione del Perù;
- Patagioenas inornata  (Vigors, 1827) - piccione disadorno;
- Patagioenas plumbea  (Vieillot, 1818) - piccione piombato;
- Patagioenas subvinacea  (Lawrence, 1868) - piccione rossiccio;
- Patagioenas nigrirostris  (P. L. Sclater, 1860) - piccione beccocorto;
- Patagioenas goodsoni  (Hartert, 1902) - piccione fosco.